# Culex bickleyi
Culex bickleyi är en tvåvingeart som beskrevs av Oswaldo Paulo Forattini 1965. Culex bickleyi ingår i släktet Culex och familjen stickmyggor.
Artens utbredningsområde är Colombia. Inga underarter finns listade i Catalogue of Life.